# Katia Noventa
Katia Noventa (Padova, 24 novembre 1966) è una giornalista, conduttrice televisiva ed ex modella italiana.

## Biografia
Laureata in pedagogia e giornalista, inizia la carriera di indossatrice sia in Italia che all'estero. Negli anni successivi prosegue principalmente la carriera di modella e come testimonial per grandi nomi della moda come Valentino, Blumarine, Versace, Armani, Fausto Sarli, Luciano Soprani, Renato Balestra, Mariella Burani e Raffaella Curiel. Nel 1988 inizia la sua carriera televisiva con Mike Bongiorno nel programma Telemike. Dal 1992 al 1994 affianca Fiorello nella conduzione del programma itinerante di Italia 1 Karaoke, mentre dal 1995 al 1996 conduce Re per una notte con Gigi Sabani. Nel 1996-1997 conduce e realizza interviste all'interno del contenitore Planet su Italia 1.
Nel 2001 conduce con Fabrizio Trecca il programma di salute e medicina Vivere meglio su Rete 4. Nel 2008 diventa giornalista pubblicista e intervista personaggi quali Fidel Castro, il Dalai Lama e Silvio Berlusconi per Chi e Il Giornale. Dal 2002 inizia a lavorare a Rai 1, ideando, organizzando e presentando i servizi di moda all'interno di Unomattina; dal 2002 al 2004 conduce con Massimo Giletti uno spazio-moda quotidiano all'interno della trasmissione televisiva Casaraiuno. Nel 2004-2005 conduce uno spazio dedicato alla moda all'interno di Domenica in e all'interno di Porta a porta dopofestival. Dal 2003 a oggi conduce il magazine Oltremoda su Rai 1. Nel 2008-2009 conduce su Rai 1 Domenica in... passerella, uno spazio dedicato alla moda.
In occasione delle elezioni regionali in Veneto del 2020 si candida con Forza Italia, a sostegno del presidente Luca Zaia, nella circoscrizione di Padova.

### Vita privata
Vegetariana, dal 1993 al 2000 è stata la compagna di Paolo Berlusconi, mentre successivamente è stata legata al giornalista Michele Cucuzza, fino al 2001.